# Liste der Monuments historiques in Colombey les Deux Églises
Die Liste der Monuments historiques in Colombey les Deux Églises führt die Monuments historiques in der französischen Gemeinde Colombey les Deux Églises auf.

## Liste der Immobilien
| Bezeichnung                       | Beschreibung                                                                                   | Standort                                                     | Kennzeichnung | Schutzstatus | Datum | Bild           |
| --------------------------------- | ---------------------------------------------------------------------------------------------- | ------------------------------------------------------------ | ------------- | ------------ | ----- | -------------- |
| Kirche St-Michel                  | ab dem 12. Jahrhundert                                                                         | Blaise, rue de l’Église (Lage)                               | PA00079040    | Inscrit      | 1925  | weitere Bilder |
| Château de Blaise                 | Reste einer Burg, im Kern aus dem 12. Jahrhundert, im 15. Jahrhundert umgebaut; mit Taubenturm | Blaise, rue du Château (Lage)                                | PA00079038    | Inscrit      | 1987  |                |
| Maison La Boisserie               | Gutshof, um 1810; ab 1934 Wohnhaus von Charles de Gaulle, heute Museum; mit Park               | Colombey-les-Deux-Églises, 1 rue du Général-de-Gaulle (Lage) | PA52000023    | Inscrit      | 2004  | weitere Bilder |
| Kirche Notre-Dame-de-l’Assomption | aus dem 12. Jahrhundert                                                                        | Colombey-les-Deux-Églises, place de l’Église (Lage)          | PA00079039    | Classé       | 1913  | weitere Bilder |

## Liste der Objekte
| Bezeichnung                      | Beschreibung                                                                                       | Standort                                                                   | Kennzeichnung | Schutzstatus | Datum | Bild |
| -------------------------------- | -------------------------------------------------------------------------------------------------- | -------------------------------------------------------------------------- | ------------- | ------------ | ----- | ---- |
| Relief Notre-Dame de Bracancourt | Darstellung der Mondsichelmadonna; Gips, farbig gefasst, nicht datiert                             | Blaise, in der Kirche St-Michel (Lage)                                     | PM52001931    | Inscrit      | 2017  |      |
| Skulptur eines heiligen Bischofs | Stein, farbig gefasst, 16. Jahrhundert                                                             | Argentolles, in der Kirche Notre-Dame-de-la-Nativité (Lage)                | PM52000384    | Classé       | 1965  |      |
| Triumphbogen                     | Schmiedeeisen, bezeichnet 1776                                                                     | Lavilleneuve-aux-Fresnes, in der Kirche St-Georges (Lage)                  | PM52000392    | Classé       | 1978  |      |
| Skulptur Heilige Katharina       | Gips, vergoldet, 18. Jahrhundert                                                                   | Colombey-les-Deux-Églises, in der Kirche Notre-Dame-de-l’Assomption (Lage) | PM52000381    | Classé       | 1965  |      |
| Hauptaltar                       | Altartisch, Tabernakel und Retabel; Holz, farbig gefasst und vergoldet, Mitte des 18. Jahrhunderts | Lavilleneuve-aux-Fresnes, in der Kirche St-Georges (Lage)                  | PM52000388    | Classé       | 1976  |      |
| Abschrankung der Taufkapelle     | Schmiedeeisen, bezeichnet 1782                                                                     | Lavilleneuve-aux-Fresnes, in der Kirche St-Georges (Lage)                  | PM52000391    | Classé       | 1978  |      |
| Pietà                            | Stein, 16. Jahrhundert                                                                             | Biernes, außen an der Kirche St-Pierre-et-St-Paul (Lage)                   | PM52000385    | Classé       | 1965  |      |
| Skulptur Madonna mit Kind (1)    | Stein, farbig gefasst, 16. Jahrhundert                                                             | Lavilleneuve-aux-Fresnes, in der Kirche St-Georges (Lage)                  | PM52000386    | Classé       | 1965  |      |
| Zwei Abschrankungen von Kapellen | Schmiedeeisen, bezeichnet 1780                                                                     | Lavilleneuve-aux-Fresnes, in der Kirche St-Georges (Lage)                  | PM52000389    | Classé       | 1978  |      |
| Skulptur Madonna mit Kind (2)    | Holz, vergoldet, 18. Jahrhundert                                                                   | Colombey-les-Deux-Églises, in der Kirche Notre-Dame-de-l’Assomption (Lage) | PM52000379    | Classé       | 1965  |      |
| Skulptur Johannes der Täufer     | Stein, farbig gefasst, 15. oder 16. Jahrhundert                                                    | Lavilleneuve-aux-Fresnes, in der Kirche St-Georges (Lage)                  | PM52000387    | Classé       | 1965  |      |
| Skulptur Heiliger Bartholomäus   | Stein, farbig gefasst, Anfang des 17. Jahrhunderts                                                 | Colombey-les-Deux-Églises, in der Kirche Notre-Dame-de-l’Assomption (Lage) | PM52000378    | Classé       | 1965  |      |
| Skulptur Himmelfahrtsmadonna     | Holz, vergoldet, 18. Jahrhundert                                                                   | Colombey-les-Deux-Églises, in der Kirche Notre-Dame-de-l’Assomption (Lage) | PM52000380    | Classé       | 1965  |      |
| Skulptur Johannes der Täufer (2) | Stein, farbig gefasst, Anfang des 17. Jahrhunderts                                                 | Colombey-les-Deux-Églises, in der Kirche Notre-Dame-de-l’Assomption (Lage) | PM52000382    | Classé       | 1965  |      |
| Skulptur Madonna mit KInd (3)    | Stein, farbig gefasst, 16. Jahrhundert                                                             | Argentolles, in der Kirche Notre-Dame-de-la-Nativité (Lage)                | PM52000383    | Classé       | 1965  |      |
| Kommuniontisch                   | Schmiedeeisen, bezeichnet 1776                                                                     | Lavilleneuve-aux-Fresnes, in der Kirche St-Georges (Lage)                  | PM52000390    | Classé       | 1978  |      |
| Hauptaltar                       | Retabel und drei Skulpturen; Holz und Stein, farbig gefasst und vergoldet, 17. Jahrhundert         | Blaise, in der Kirche St-Michel (Lage)                                     | PM52000105    | Classé       | 1983  |      |